# Flindersia ifflaina
Flindersia ifflana là một loài thực vật thuộc họ Rutaceae. Loài này có ở Queensland (Úc) và Papua New Guinea. Chúng hiện đang bị đe dọa vì mất môi trường sống.